# Leucochrysa bedoci
Leucochrysa bedoci är en insektsart som beskrevs av Navás 1924. Leucochrysa bedoci ingår i släktet Leucochrysa och familjen guldögonsländor. Inga underarter finns listade i Catalogue of Life.